# Seiichiro Kashio
Seiichiro Kashio (n. 2 ianuarie 1892, Osaka, Japonia – d. 6 septembrie 1962, Tōkyō, Japonia) a fost un jucător de tenis japonez, medaliat olimpic. A participat la o ediție a Jocurilor Olimpice (1920) în care a câștigat o medalie de argint.

## Participări
Lista de mai jos prezintă principalele competiții la care a participat Seiichiro Kashio de-a lungul carierei.
- tennis at the 1920 Summer Olympics – men's doubles[*]